# Fledermausweg

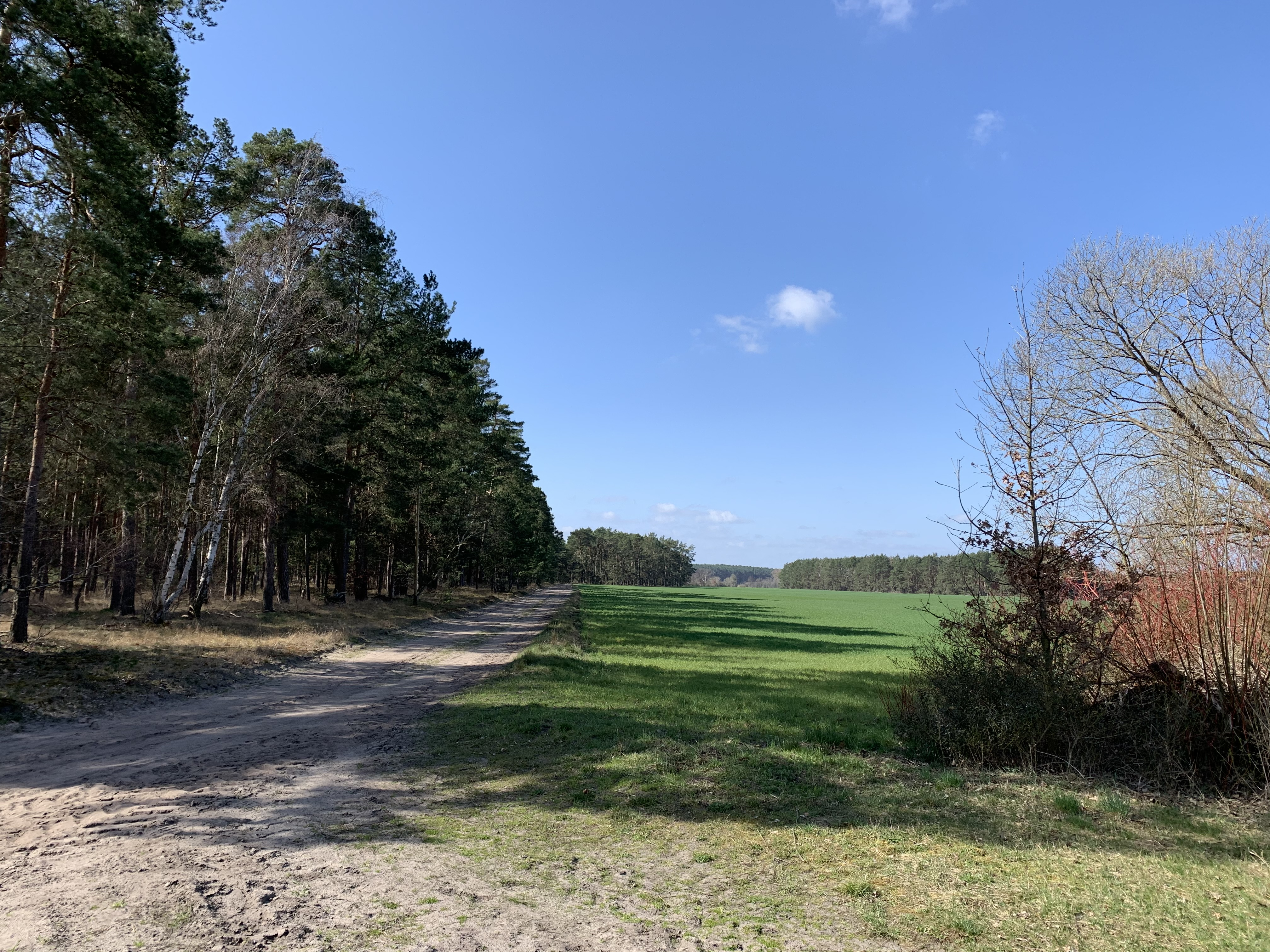
Fledermausweg bei Hennickendorf

Der Fledermausweg ist ein rund 11,2 km langer Wanderweg und Teil des FlämingWalks. Er erschließt im Naturpark Nuthe-Nieplitz die beiden Ortsteile Hennickendorf sowie Märtensmühle der Gemeinde Nuthe-Urstromtal und das Naturschutzgebiet Bärluch im Landkreis Teltow-Fläming im Land Brandenburg.

## Verlauf

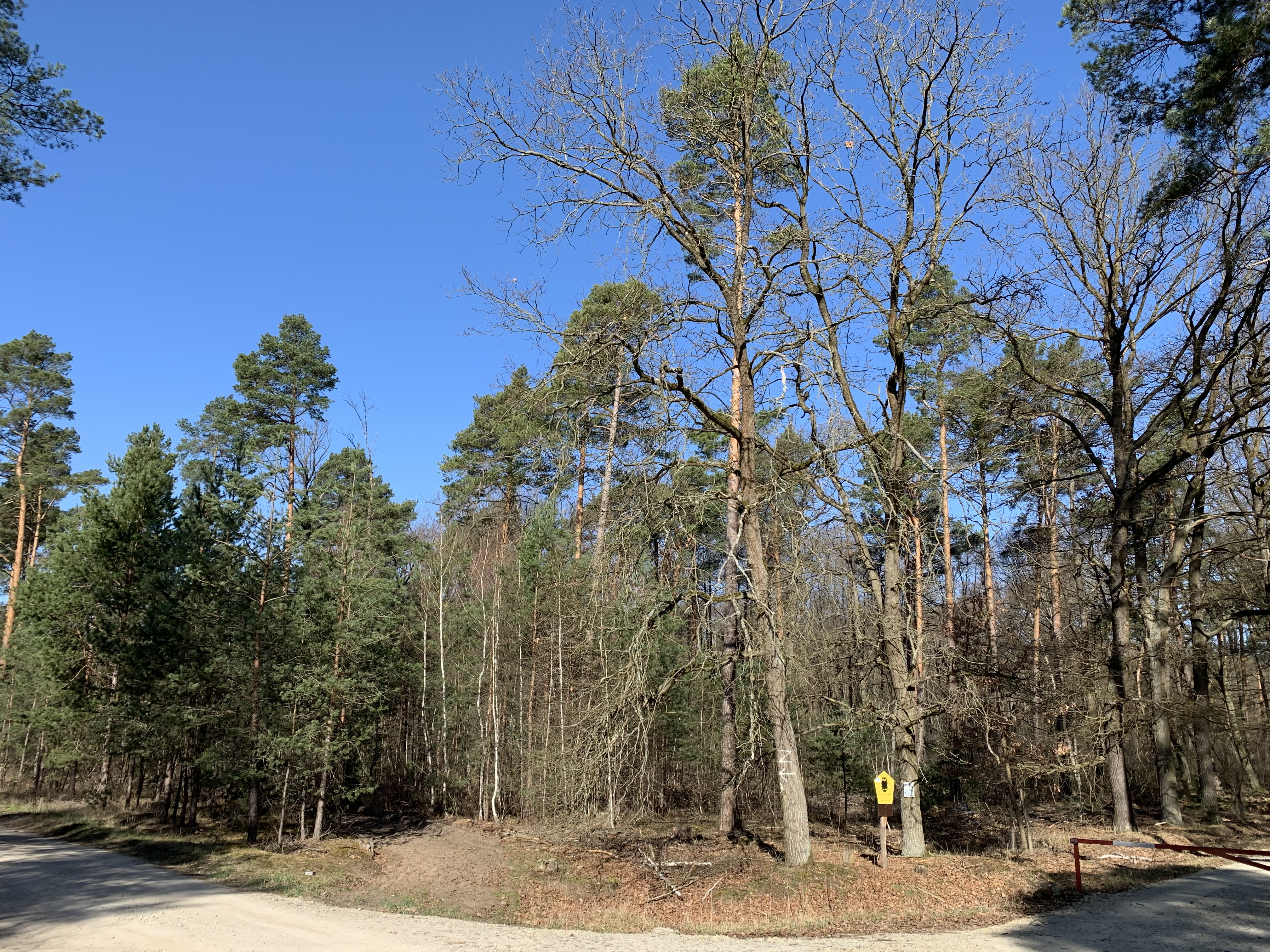
Naturschutzgebiet Bärluch bei Märtensmühle

Zwar handelt es sich um einen Rundweg, im Kartenmaterial des FlämingWalks ist dennoch ein Parkplatz im Gewerbegebiet Pegasus-Park im Nordosten Hennickendorfs als Ausgangspunkt angegeben. Dort befand sich in der Zeit der DDR zunächst eine Kaserne, später das Schutzbauwerk 16/017, das dem Ministerium für Nationale Verteidigung als Hauptführungsstelle dienen sollte. Von dort führt der Weg rund einen Kilometer in nordwestlicher Richtung in den Dorfkern von Hennickendorf. Über die Schönhagener Straße und den Forstweg gelangt der Wanderer wieder aus dem Ort hinaus. Der Forstweg führt rund 1,5 m durch Offenlandschaft, die durch den Meliorationsgraben Kienhorstgraben 613 entwässert wird. Nach rund 600 m zweigt der Weg nach Westen ab und verläuft auf rund 3,1 km entlang einer Waldkante bis zum Forsthaus Märtensmühle. Im weiteren Verlauf passiert der Wanderer dabei die nördliche Schutzzone des Naturschutzgebiets Bärluch. Vor dem Ortseingang von Märtensmühle zweigt der Weg nach Süden hin ab und führt nun südlich der Schutzzone des Naturschutzgebietes auf rund 4,1 km wieder zum Ausgangspunkt zurück.
Im Naturschutzgebiet befand sich zur Zeit der DDR neben einer Sendestelle in Beelitz die zweite abgesetzte Sendestelle für das oben erwähnte militärische Objekt. Die Bunkeranlagen sind größtenteils vermauert und mit Zugängen für Fledermäuse versehen, die namensgebend für den Weg waren.

## Länge, Ausgestaltung und Beschilderung

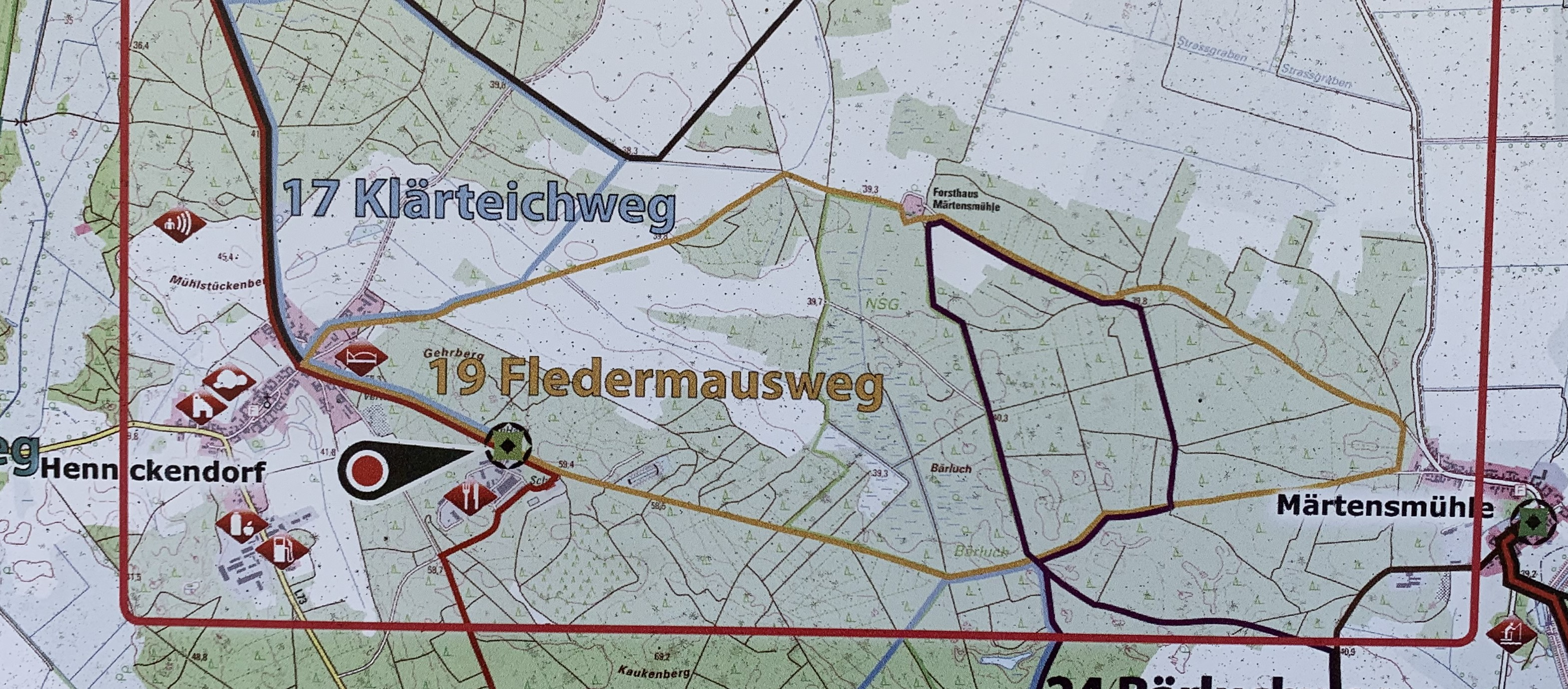
Routenverlauf

Die Gemeinde Nuthe-Urstromtal gibt auf ihrer Webseite eine Gesamtlänge von 11,2 km an. Die Strecke führt zu rund 67 % durch Wald, rund 27 % durch Feld- und Wiesenlandschaft sowie auf rund 6 % über asphaltierte Oberflächen. Der Weg ist im Kartenwerk mit der Nummer 19 ausgezeichnet und mit einem gelben Balken auf weißem Grund markiert.